# كورتاندوني
كورتاندوني (بالإيطالية: Cortandone)‏ هي بلدة وبلدية في مقاطعة أستي في إقليم بييمونتي في جنوب إيطاليا.

## السكان
في سنة 1861 بلغ عدد السكان 462 نسمة، وتطور العدد ليصل في سنة 2011 لـ 323 نسمة.
يظهر هذا المخطط البياني تطور النمو السكاني لـ كورتاندوني